# ماريان جولد
ماريان جولد (بالألمانية: Marian Gold)‏ هو عازف قيثارة ومغني ألماني، ولد في 26 مايو 1954 في هرفورد في ألمانيا.

## وصلات خارجية
- ماريان جولد على موقع IMDb (الإنجليزية)
- ماريان جولد على موقع ميوزك برينز (الإنجليزية)
- ماريان جولد على موقع أول ميوزيك (الإنجليزية)
- ماريان جولد على موقع ديسكوغز (الإنجليزية)
- ماريان جولد على موقع ديسكوغز (الإنجليزية)
- ماريان جولد على موقع ديسكوغز (الإنجليزية)